# Telefon (film 1977)
Telefon è un film del 1977 diretto da Don Siegel.
Film di spionaggio il cui soggetto è tratto da un romanzo del 1975 di Walter Wager che tratta ampiamente il tema delle tecniche di lavaggio del cervello.

## Trama
Durante la guerra fredda degli anni cinquanta l'Unione Sovietica inviò negli Stati Uniti un certo numero di agenti segreti profondamente inseriti e operanti come “agenti dormienti”. A costoro, tutti ottimi conoscitori della lingua inglese, era stato fatto un lavaggio del cervello: essi avrebbero svolto negli USA una vita normale senza avere coscienza di essere delle spie. A ciascuno di essi però era stato affidato un obiettivo segreto in caso di guerra: la distruzione con esplosivo di un'installazione particolarmente importante dal punto di vista economico e/o militare, dopo di che avrebbero dovuto suicidarsi.
L'impulso che avrebbe attivato la loro volontà a compiere l'atto di sabotaggio era la recita degli ultimi versi (per la precisione l'ultima quartina parzialmente parafrasata) di una poesia del poeta statunitense Robert Frost: Stopping by Woods on a Snowy Evening («i boschi sono belli, oscuri e profondi, ma ho promesse da mantenere e molte miglia da percorrere prima di dormire, molte miglia da percorrere prima di dormire») seguita dal loro nome vero (quello russo). L'elenco dei nomi di questi "agenti dormienti", con i loro recapiti e nomi americani, era stato redatto in sole due copie: una di queste è in mano agli attuali capi, l'altra è stata trafugata.
Nell'arco di venti anni tuttavia i rapporti fra i due blocchi si sono evoluti e a poco a poco la guerra fredda lascia spazio alla distensione e alle trattative per il disarmo nucleare. Tuttavia all'interno del KGB, artefice a suo tempo dell'iniziativa spionistica, non tutti sono d'accordo con la politica in corso e, per sabotarne lo sviluppo, uno di loro, il fanatico colonnello Nikolai Dalchimsky, impossessatosi dell'ultimo elenco rimasto, si trasferisce negli USA e inizia a impartire gli ordini di sabotaggio agli "agenti dormienti" chiamandoli uno per uno al telefono, ad intervalli di tempo non brevissimi, e leggendo loro i previsti versi di Frost seguiti dal nome russo dell'agente in questione.
Inizia così una serie di attentati incomprensibili, in quanto gli impianti presi di mira dai sabotatori sono ormai, quasi tutti, privi di valore strategico: aeroporti dismessi, depositi di carburante non più in uso, ecc. Tutto ciò crea perplessità notevoli nel controspionaggio statunitense, sia per l'inutilità degli atti, sia per il tipo di attentatore: personaggi di nessuna rilevanza criminale, anzi riconosciuti localmente come oneste e probe persone (tra di loro persino un prete), tutte ormai nella terza età.
I capi del KGB, venuti subito a conoscenza dei fatti, non osano rivelare la verità ai loro capi politici, temendo gravi punizioni per non aver disattivato questa rete di agenti-sabotatori in tempo. Per rimediare viene incaricato il maggiore Grigori Borizov, il quale ha una memoria fotografica eccellente: gli viene mostrato l'elenco in mano al KGB e dato l'ordine di trovare Nikolai Dalchimsky ed eliminarlo il più presto possibile, prima cioè che i loro capi (o gli americani) capiscano ciò che sta succedendo (e quindi ne sorga grave imbarazzo per il KGB), o, addirittura, questi atti possano dar luogo ad una guerra nucleare fra le due superpotenze. A Grigori viene affiancato un'agente operante negli USA: Barbara.
Il problema di Borizov è quello di anticipare le mosse di Dalchimsky, individuare cioè gli obiettivi e i relativi sabotatori, prima che i sabotaggi avvengano.
Borizov riesce dopo alcuni casi di sabotaggio, a comprendere l'ordine con il quale Dalchimsky sceglie i sabotatori da attivare: egli "scrive" le proprie generalità con la prima lettera della città di residenza dei sabotatori "dormienti" via via che li attiva. Dalchimsky viene così sorpreso in una cabina telefonica, mentre sta attivando un altro sabotatore, e viene strangolato da Borizov.
Ma le cose non sono così semplici. Barbara aveva avuto l'ordine di eliminare Borizov (l'unico ad avere ancora l'elenco dei sabotatori, a parte la copia del KGB) a missione compiuta. Se non che Barbara è un agente che fa il doppio gioco: finge di operare per il KGB ma è agli ordini del controspionaggio USA. Anche i suoi capi americani, da lei informati, le chiedono di eliminare Borizov. Ma nel frattempo fra i due è nato del tenero e Barbara informa della cosa Borizov. Entrambi quindi pongono un ricatto ai rispettivi capi: o essere lasciati in pace o avrebbero loro stessi attivato gli agenti sabotatori che restano.